# Подлога (наука о материјалима)
Подлога је термин који се користи у науци о материјалима за описивање основног материјала на којем се врши обрада за производњу новог филма или слојева материјала као што су нанети премази .
Типична подлога може бити метал на који се премаз може нанети било којим од следећих процеса:
- Процеси премазивања и штампања
- Хемијско таложење паре и физичко таложење паре
- Конверзијски премаз

- Елоксирање
- Премаз за конверзију хромата
- Електролитичка оксидација у плазми
- Фосфат (премаз)

- Боја

- Емајл (боја)
- Прахом
- Индустријски премаз
- Силикатна минерална боја
- Фузијски везани епоксидни премаз (ФБЕ премаз)

- Кисели и подмазани, врста облоге од челичног лима .
- Облагање

- Електроелектрична облога
- Електрохемијска облога

- Полимерне превлаке, попут тефлона
- Распршени или вакуумирано нанети материјали
- Цаклина (стакласто тело)

## Подлоге у оптици
У оптици, стакло се може користити као подлога за оптички премаз - било антирефлексни премаз за смањење рефлексије, или пресвлака огледала за његово појачавање.
Подлога може бити и конструисана површина на којој се дешава нежељени или природни процес, као:
- Прљање
- Корозија
- Биопрљање
- Хетерогенетска катализа
- Адсорпција